# Gustavo Soromenho
Gustavo Caratão Soromenho (São Miguel, Lisboa, 19 de novembro de 1907 — Lisboa, 22 de setembro de 2001) foi um advogado português, opositor do regime do Estado Novo e fundador do Movimento de Unidade Democrática e Partido Socialista. 
Nasceu no bairro de Alfama, em Lisboa, a 19 de novembro de 1907, tendo sido batizado na igreja de S. Miguel a 22 de janeiro de 1908, como filho do despachante da Alfândega Gustavo Alberto Pereira Soromenho, natural de Lisboa (freguesia de São Vicente de Fora), e de Lucinda Rosa Marques Caratão Soromenho, senhora das Alcaçarias do Mosteiro em São Miguel de Alfama, natural de Lisboa (freguesia da Sé). Os seus pai e avô eram republicanos e a sua mãe era monárquica e católica.
Estudou em Lisboa no Colégio Fratelense, cujos proprietários eram de Fratel, uma aldeia da Beira Baixa de onde era natural o avô de Gustavo Soromenho, e depois no Liceu Gil Vicente, onde conheceu Manuel Mendes, com quem fundou, em 1945, o Movimento de Unidade Democrática (MUD). No período do liceu, frequentou as tertúlias da revista Seara Nova com Raul Brandão, Luís da Câmara Reis, José Rodrigues Miguéis e António Sérgio. Em 1958, apoiou a candidatura presidencial de Humberto Delgado. Enquanto advogado, partilhou escritório com Mário Soares. Durante o Estado Novo, foi preso pela PIDE. Em 1973, esteve entre os fundadores do Partido Socialista, na Alemanha. A seguir à Revolução de 25 de Abril de 1974, não aceitou exercer qualquer cargo político. Era membro da Maçonaria, para a qual foi convidado por José de Magalhães Godinho.
A 14 de dezembro de 1935, casou civilmente em Lisboa com Dulce de Lima Corrêa, então de 21 anos, natural de Manchester, filha ilegítima de António de Lima Corrêa, oficial do Exército, natural de Lisboa (freguesia de Santos-o-Velho), e de mãe incógnita. Dulce morreu a 11 de março de 1995.
Foi nomeado administrador do Jornal República em 1973, onde permaneceu em funções até ao saneamento político de que o jornal foi alvo e que deu origem ao Caso República durante o Verão Quente de 1975.
A 1 de outubro de 1985, foi agraciado com o grau de Grande-Oficial da Ordem da Liberdade.
Foi sepultado no cemitério do Alto de São João, em Lisboa, a 22 de setembro de 2001.